# يو إف سي على إي إس بي إن: نغانو ضد دوس سانتوس
يو إف سي على إي إس بي إن: نغانو ضد دوس سانتوس (بالإنجليزية: UFC on ESPN: Ngannou vs. dos Santos)‏ هو حدث لفنون القتال المختلطة نظمته يو إف سي، أُقيم في 29 يونيو 2019، على تارغت سنتر في منيابولس، مينيسوتا، الولايات المتحدة.